# Amphidelus propinquus
Amphidelus propinquus is een rondwormensoort uit de familie van de Alaimidae.